# Georg Christian von Knorr
Georg Christian von Knorr (* 1691 in Oettingen; † 22. Jänner 1762 in Wien?) war Theologe und habsburgischer Staatsbeamter.

## Leben
Georg Christian Knorr oder Knörr, latinisiert Georgius Christianus Knoerrius, stammte aus bürgerlichen Verhältnissen und wurde als Sohn des Bortenwirkers Hieronymus Knörr in Oettingen geboren. Er besuchte die Schulen in seiner Heimatstadt und wurde in das herrschaftliche Stipendium aufgenommen. 1708 ging er zum (lutherischen) Theologiestudium nach Jena und wurde dort 1712 Magister. Im folgenden Jahr ordiniert, erhielt er die Stelle eines Hauspredigers und Hofmeisters in der Familie des Oberamtmanns von Brandenstein in Hochhaus. 1716 wurde er Konrektor und vier Monate später Rektor des evangelischen Seminariums in Oettingen.
1723 folgte er dem Ruf als herzoglich-braunschweigischer Hofrat und Bibliothekar nach Blankenburg. Auf diesem Posten gewann er das Vertrauen des Herzogs Ludwig Rudolf, der ihn als geheimen Legationsrat und Sekretär der Kaiserin Elisabeth Christine nach Wien sandte. Dort ernannte ihn Kaiser Karl VI. 1730 zum wirklichen Reichshofrat (1745 bestätigt) und erhob ihn in den Ritterstand. Im Zusammenhang mit seiner Ernennung zum Reichshofrat war Knorr zum katholischen Glauben übergetreten.
Knorr besaß vor allem das Wohlwollen und besondere Vertrauen des Freiherrn von Bartenstein. Aus der 1738 geschlossenen Ehe mit Maria Katharina von Peinthemar, Tochter des ungarischen Magnaten Ignaz Freiherrn von Peinthemar († 1727) und seiner Frau Maria Cordula, geborene Haller von Doblhoff gingen vier Kinder hervor: Christoph Christian, Maria Franziska, Katharina und Josef.  